# 悪魔城ドラキュラ (アーケードゲーム)
『悪魔城ドラキュラ』（あくまじょう-、英題: Haunted Castle）は、1988年2月にコナミより稼働されたアーケード用のアクションゲーム。

## 概要
ゴシックホラーアクションゲーム『悪魔城ドラキュラ』（1986年）シリーズで初の業務用アーケード作品。ゲームシステムは横スクロールのステージクリア型ジャンプアクション。タイトルロゴやメインイラストなどは家庭用のファミリーコンピュータ版・MSX2版の『悪魔城ドラキュラ』と同じだが、それらの移植ではなく、ステージ構成やグラフィック、音楽などは全て新規に作られたオリジナル作品である。当時の家庭用ゲーム機よりも遥かにスペックが高いアーケードゲームというプラットフォームを生かしたグラフィックや演出、音楽が実現されている。キャッチコピーは「伝説が再び血で染まる。」。本作の広告チラシには「華麗なグラフィック」「恐怖を盛り上げる効果音とBGM」「MSX、ファミコンで好評を得たゲームの究極バージョン」とある。出荷数が同社の他のアーケードゲームに比べて少なく、ゲームセンター等であまり出回ることなくヒットしたとは言えなかったためか、業務用基板はレア度が高く、長い間希少作品であった。

## ゲーム内容

### システム
4方向レバーと2ボタンを使用する。
- レバーの左右で移動、下でしゃがむ、昇り階段の前で上で階段を上る。
- アタックボタンでメイン武器（初期状態ではノーマルのムチ）で攻撃。上 + アタックボタンで取得しているサブ武器で攻撃。
- ジャンプボタンでジャンプ。ファミコン版同様ジャンプの軌跡は調整できない。
- マニュアル説明上は4方向だが、レバーを一般の8方向設定にする事でしゃがみながら振り向く動作が可能になる。VHSの攻略ビデオでも使われていたテクニック。

敵やトラップに接触するとエネルギー（E）が減る。通常設定では、敵から受けるダメージは一回毎にエネルギー1メモリずつ（難易度設定が高いと、一度に最大で半分以上のエネルギーを失うことがある）。

穴などに落ちた場合はエネルギーが減って特定ポイントに戻されるが、エネルギーが0になることはない。海外版では即ゲームオーバーとなっており、日本版より厳しくなっている。
本作には「残機」という概念はなく、エネルギーかTIMEのどちらかが0になるとゲームオーバーになる。本作のコンティニューはやや特殊な形式であり、プレイ中にクレジット（コイン）を投入・スタートボタンを押してエネルギーを一定量増加と、ゲームオーバー時にクレジットを投入してそのステージの最初からやり直す2つの方法が用意されている。ただし、これらのコンティニューは回数を共有しており、合計で3回までという制限がある。
主人公の動きがファミコン版に比べて緩慢なことから、敵・トラップの回避自体がかなり難しい。2面から頻繁に登場するスケルトンのうち一部は倒した直後に不死の死霊となって再び襲いかかるが、倒した際の声によってしか判別できないことなども難易度上昇の一因となっている。一方、ファミコン版では後半のボスに無効となっているサブウェポンの懐中時計が全ステージ・ボスで有効であり、この点では難易度は抑えられている。エンディング後には敵の動きが速くなるなどさらに難易度が上がった2周目や3周目が始まる。

### アイテム
ハート
小ハートは1つ、大ハートは5つ増える。サブウェポン取得毎でも5つ増加する。ステージクリア後に、消耗したエネルギー分をハートから変換する形で回復できる。
鉄球（クサリ）
基本装備のメイン武器「ムチ」がトゲつき鉄球とクサリのモーニングスターになって攻撃力2倍にパワーアップする。
剣
鉄球がさらにパワーアップ。最強のメイン武器。ムチの状態で取得すると直接剣にまでパワーアップする。
ダイナマイト
放物線を描いて飛び、地面に着弾すると火柱が上がる爆弾のサブウェポン。見た目は球状爆弾でダイナマイトとは違う。
タイマツ
広範囲に足元の地面を燃やす松明のサブウェポン。
ブーメラン
前方に直進して飛びダメージを与える遠距離攻撃用のサブウェポン。後ろに戻る動きは無い。
タイマー
3秒間、敵の動きを止める懐中時計のサブウェポン。ボス戦でも有効。ハート消費量は2。ただし、停止中に倒した敵はアイテムを落とさない短所を持つ。また、停止の音やカウント音もない。
十字架
前方に十字架を発射するサブウェポン。4つの残像を残し、その際に移動やジャンプをすると分散する。威力が高い。

## 設定

### ストーリー
邪教徒達の血の儀式によって、闇の魔王ドラキュラ伯爵が100年の眠りから蘇った。結婚式が行われていた最中に花嫁セレナをさらわれたシモンは、セレナを救うためドラキュラの棲む悪魔城へと向かう。

### ステージ構成
| ステージ | ステージ名         | BGM                | 登場敵                                                                              | ボス                 |
| -------- | ------------------ | ------------------ | ----------------------------------------------------------------------------------- | -------------------- |
| 1        | 墓場               | 十字架を胸に       | コウモリ、ゾンビ、スケルトン、木霊                                                  | メデューサ           |
| 2        | 洞窟               | 悪魔たちのララバイ | 半魚人、コウモリ、ドラゴン、マッドマン                                              | ボーンドラゴンキング |
| 3        | 城内（1F）         | 血の涙             | せむし男、アックスアーマー、ハーピー、ゴースト 眼球、ポルターガイスト（食器・料理） | ステンドグラスナイト |
| 4        | 城内（地下）       | 地下室のメロディー | ミイラ男、せむし男、コウモリ、カラス 眼球、スケルトン                               | ゴーレム             |
| 5        | 時計台             | 時計台の恐怖       | ミイラ男、アックスアーマー、亡霊、せむし男 スケルトン、カラス                       | フランケン           |
| 6        | ドラキュラ伯爵寝室 | 夜まで待てない     | コウモリ、ハーピー                                                                  | ドラキュラ           |

※ステージ名は広告チラシ、ボス名はオレたちゲーセン族ガイドブックより。

## 移植
| No. | タイトル                                          | 発売日        | 対応機種                                            | 開発元                        | 発売元     | メディア                              | 型式       | 備考 |
| --- | ------------------------------------------------- | ------------- | --------------------------------------------------- | ----------------------------- | ---------- | ------------------------------------- | ---------- | --- |
| 1   | オレたちゲーセン族 悪魔城ドラキュラ               | 2006年5月25日 | PlayStation 2                                       | REAKOSYS                      | ハムスター | CD-ROM                                | SLPM-62729 | |
| 2   | 悪魔城ドラキュラ                                  | 2016年12月1日 | PlayStation 4                                       | コナミ                        | ハムスター | ダウンロード (アーケードアーカイブス) | -          | アップデートで北米版(HAUNTED CASTLE)と欧州版(HAUNTED CASTLE)が追加                                                        |
| 3   | アーケードクラシックス アニバーサリーコレクション | 2019年4月18日 | Nintendo Switch PlayStation 4 Xbox One Steam        | ハムスター ゴッチテクノロジー | KDE        | ダウンロード                          | -          | 本作も含むアーケードゲーム8作品を収録したオムニバスソフトの1作として収録。 アップデートにより英語版(HAUNTED CASTLE)が追加 |
| 4   | 悪魔城ドラキュラ                                  | 2021年4月1日  | Nintendo Switch                                     | コナミ                        | ハムスター | ダウンロード (アーケードアーカイブス) | -          | 北米版(HAUNTED CASTLE)と欧州版(HAUNTED CASTLE)も収録                                                                      |
| 5   | Castlevania Dominus Collection                    | 2024年8月28日 | Nintendo Switch PlayStation 5 Xbox Series X/S Steam | エムツー                      | KDE        | ダウンロード                          | -          | リメイク版である「悪魔城ドラキュラ Revisited」も収録                                                                      |

- 『オレたちゲーセン族 悪魔城ドラキュラ』はサウンドトラックCDである「ゲームミュージックCD」や、ゲームプレイを収録した「映像特典DVD」などが付属されていた。CDもDVDもオレたちゲーセン族のために新たに作られたもので、特にCDは実機原音に忠実に全曲収録されており効果音集やアレンジ曲も収録してある。

## 音楽
音源はFM音源のYM3812、PCM音源、SCCなどにより構成されている。
作曲者は『ドラキュラII 呪いの封印』（1987年）、『トライゴン』（1990年）、『クライシスフォース』（1991年）、『Contra Force』（1992年）等を担当した松原健一。本作のBGMも収録されているサウンドトラックCD『コナミ・ゲーム・ミュージック・コレクションVol.1』のライナーノーツによると、3面のBGMは、松原が『ドラキュラII』で自分が作った曲（Bloody Tears）を移したとのこと。ゲームオーバーBGMも『ドラキュラII』のゲームオーバーBGMと同じものである。
本作のBGMは後に悪魔城ドラキュラシリーズでのアレンジ再利用以外に、『pop'n music』（1998年）や『KEYBOARDMANIA 2ndMIX』（2000年）にもメドレーでプレイ可能な楽曲として収録されている。

## 評価
ゲーム誌『ゲーメスト』（新声社）誌上で行われていた「第2回ゲーメスト大賞」（1988年度）において、ベストグラフィック賞で10位を獲得、その他にベストVGM賞で7位を獲得した。

## 関連作品
ビデオ
- 悪魔城ドラキュラ

コナミ・ゲーム・シミュレーション・ビデオ。本作のゲームプレイが収録されている攻略ビデオ。1989年2月21日発売。3800円。30分。
- コナミ・ベスト・セレクション

コナミ・ゲーム・シミュレーション・ビデオ。本作と『サンダークロス』『スーパー魂斗羅』の3作品の全面ゲームプレイに加え、コナミの過去のアーケードゲームの「コナミゲームヒストリー」、新作ゲームの紹介なども収録されている攻略ビデオ（VHS、ベータ）。レーザーディスク版も発売された（87分）。1989年2月21日発売。9800円。